# فاریاب (دیر)
فاریاب یک روستا در ایران است که در دهستان آبدان شهرستان دیر استان بوشهر واقع شده‌است.